# Нодзири (озеро)
Нодзири или Нодзири-Ко (яп. 野尻湖 Нодзири-ко) — вулканическое озеро в центральной части японского острова Хонсю. Расположено в префектуре Нагано.
Объём воды составляет 9,6 млн м³. Площадь поверхности — 4,56 км², площадь водосборного бассейна — 185,3 км². На территории бассейна озера проживает 2,5 тыс. человек. Высота над уровнем моря — 657 м.
Нодзири представляет собой эвтрофное озеро, c 1988 года наблюдается цветение воды. Вода используется для водоснабжения окружающих населённых пунктов и ирригации, также в озере ловят рыбу.
Через протоку Икедзири-кава озеро сообщается с рекой Секи, впадающей в Японское море.
Озеро расположено на территории посёлка Синано.
Озеро исследовал лимнолог Танака Акамаро, создавший фундаментальный труд «Исследование озера Нодзири» (1926 год, 『野尻湖の研究』1926年、58歳).